# Ivan Mikulić
Ivan Mikulić (Široki Brijeg, 8 maggio 1968) è un cantante croato.
Ha partecipato all'Eurovision Song Contest 2004 come rappresentante della Croazia presentando il brano You Are The Only One.